# Tony Humphries
Tony Humphries (Brooklyn, 3 november, 1957) is een Amerikaanse housedj en -producent. Hij was een van de eerste representanten van housemuziek en heeft een grote rol gespeeld bij het verspreiden van het genre aan beide zijden van de Atlantische Oceaan. Humphries' werk omvat studioproducties en remixen, radioslots op WRKS 98.7 Kiss FM en Hot 97 en DJ-residenties in clubs als Club Zanzibar (Newark (New Jersey)) en Ministry of Sound in Londen.

## Biografie
Tony Humphries werd geboren in Brooklyn in 1957 en begon op tienjarige leeftijd met het verzamelen van platen. Humphries' passie voor muziek werd van jongs af aan aangemoedigd. Zijn vader Rene was enkele jaren eerder uit Colombia geëmigreerd, voordat hij de New York Combo ging leiden. Rene 'El Grande Combo' Humphries, zoals hij bekend stond, trad op met salsa-artiesten, waaronder Tito Puente.
Humphries begon met DJ'en op de universiteit en kreeg zijn eerste professionele optreden in 1981 bij het toen nieuwe New Yorkse station KISS-FM na een toevallige ontmoeting met Shep Pettibone. Zijn grote doorbraak was in 1982, toen hij door Shep Pettibone werd gevraagd in te vullen voor een mixshow op WRKS 98.7 Kiss-FM in New York. Kort daarna leverde hij regelmatig bijdragen aan de mastermixen van het station - uitgebreide en geremixte versies van populaire liedjes - een proces dat eerder door Pettibone op het station was ingevoerd. Gedurende het grootste deel van de jaren 1980 tot 1994 had Humphries een mixshow, die elke vrijdag- en zaterdagavond op Kiss-FM werd uitgezonden. In 1982 kreeg Humphries een residentie in de Club Zanzibar in Newark (New Jersey), de thuisbasis van de zogenaamde Jersey Sound. Humphries en Club Zanzibar worden, naast de Paradise Garage en de interne DJ Larry Levan, beschouwd als de belangrijkste drijvende krachten achter de creatie van garagemuziek.
Tegen het einde van de jaren 1980 begonnen illegale tapes van Humphries' Kiss-FM-radioshows hun weg over de Atlantische Oceaan te vinden. Alex Patterson van ambient houseband The Orb was zo'n vroege leerling. 'Het horen van echte dj's zoals Tony Humphries, dat is wat me echt in de housemuziek bracht'. Humphries's eerste Britse optredens waren tijdens clubavonden in Londen, zoals Danny Ramplings Shoom en Norman Jay's High On Hope in Dingwalls. In de jaren 1990, toen dancemuziek populairder werd in het Verenigd Koninkrijk en in heel Europa, kreeg Humphries een residentie bij de Londense superclub Ministry of Sound. Hij nam ook op voor het label Ministry of Sound en lanceerde de serie Ministry of Sound Sessions. Humphries speelt regelmatig bij Ibiza clubs zoals Pacha. Hij verschijnt ook regelmatig op Kings of House-tournees naast David Morales en "Little" Louie Vega. In 1996 brengt hij als The Family Presents A Tony Humphries Project de single Feel The Light uit. Hierop werkt hij samen met Ralphi Rosario, die de beats programmeert.
Humphries heeft een grote backcatalogus van studio-productiewerk. Remixen in een groot aantal stijlen van artiesten vormen het grootste deel van deze output. Humphries heeft veel dj-mixen en compilaties geproduceerd. Deze omvatten zijn werk voor Ministry of Sound, London's Fabric, Strictly Rhythm, DMC en terugkerend naar zijn roots, zijn Zanzibar Classics-compilaties. De opmerkelijke compilatie Tony Humphries Choice: A Collection Of Club Zanzibar Classics werd in 2003 uitgebracht bij Azuli Records en bevat klassiekers als Take Me Home van Cher en Are You For Real van Deodato met Camille.

## Discografie

### Geselecteerde mixcompilaties
- 1993: Ministry Of Sound (The Sessions Vol.  One)
- 1993: Strictly Rhythm Mix
- 1994: Strictly Tribal
- 1994: The Tony Humphries Strictly Rhythm Mix Vol. 2
- 1995: This is the Sound of Tribal United Kingdom Vol 2
- 1996: King Street Sounds - Mix the Vibe
- 1996: Club Nervous - First Five Years of House Classics
- 1999: Basement Boys present Melting Pot
- 2001: "Little" Louie Vega*, Tony Humphries & Tedd Patterson - Sessions Twelve (The Magic Sessions)
- 2002: Fabric 04
- 2002: United DJs of America - Vol. 18
- 2003: Azuli Records presents Tony Humphries - Choice - A Collection of Club Zanzibar Classics
- 2005: Southport Weekender Vol. 4
- 2008: Moments in House - Ministry Of Sound
- 2013: Quintessentials
- 2015: Mangiami - La Compilation
- 2015: West End Master Mix 2015

### Geselecteerde producties en remixen
- 1982: Indeep - Last Night a DJ Saved My Life (Sound of New York/Becket)
- 1982: Tyrone Brunson - The Smurf (PIP/CBS)
- 1983: Mtume - Juicy Fruit (Epic Records/CBS Records)
- 1983: Fresh Band - Come Back Lover (Are N' Be)
- 1983: Visual - The Music's Got Me (Prelude Records)
- 1984: Joubert Singers - Stand on the Word (Next Plateau Entertainment)
- 1989: Queen Latifah - Come Into My House (Tommy Boy Records/Warner Bros. Records)
- 1989: Donna Summer - Breakaway (Atlantic Records)
- 1989: Cultural Vibe - Ma Foom Bey (Easy Street)
- 1989: Longsy D. - This Is Ska (Warlock Records)
- 1989: Chaka Khan - I Know You I Live You (Warner Bros.)
- 1989: Adeva - Warning (Cooltempo Records/Chrysalis Records/EMI Records)
- 1989: Ultra Naté - It's Over Now (Warner Bros.)
- 1990: Lil' Louis - Nyce and Slo (Epic/CBS)
- 1990: The O'Jays - Don't Let Me Down (EMI)
- 1990: The Beloved - The Sun Rising (Atlantic)
- 1990: Deee-Lite - Power of Love (Elektra Records)
- 1991: Desiya - Comin' on Strong (Mute Records/Elektra)
- 1992: Alison Limerick - Make It on My Own (Arista Records/Bertelsmann Music Group)
- 1992: Soul II Soul - Joy (Virgin Records/EMI)
- 1993: Romanthony - Falling from Grace (Azuli Records)
- 1996: The Family Presents A Tony Humphries Project - Feel The Light (UMM)
- 1997: Janet Jackson - Together Again (Virgin/EMI)
- 2007: Billie Holiday - But Beautiful (Legacy Recordings/Columbia Records/Sony Music Entertainment Japan)
- 2008: Nina Simone - Turn Me On (Legacy/RCA Records/SME)
- 2013: Frankie Knuckles pres. Inaya Day - Let's Stay Home (Nocturnal Groove)
- 2013: Lynn Lockamy - Hostile Takeover (Tony Records)
- 2014: Nina Lares - You and I (Moulton Music)